# George Bastl
George Bastl, né le 1er avril 1975 à Ollon, est un joueur de tennis suisse, professionnel entre 1998 et 2013.

## Biographie
Son père, réfugié politique d'origine tchèque, est un ancien joueur professionnel de hockey sur glace de l'équipe des Chicago Blackhawks en LNH. Sacré champion de Suisse junior en 1993, George Bastl a fait des études d'économie à Tampa puis en administration des affaires à l'université du Sud de la Californie entre 1995 et 1998.
Finaliste d'un tournoi ATP en simple à Tachkent en 1999, il a remporté quatre tournois Challenger à Eckental et Nümbrecht en 1999, Helsinki en 2001 et Milan en 2004, pour cinq finales perdues. En double, il compte sept titres à son palmarès dont trois acquis avec Neville Godwin.
Membre de l'équipe de Suisse de Coupe Davis entre 1998 et 2006 aux côtés de Roger Federer, il a notamment participé au premier tour perdu contre l'Australie en 2000 où il s'incline lors du 5e match décisif face à Mark Philippoussis (6-7, 6-4, 3-6, 6-3, 6-4), ainsi qu'au quart de finale face à la France en 2001 à Neuchâtel lorsqu'il remplace Marc Rosset pour le dernier match qu'il perd en cinq sets contre Nicolas Escudé malgré une balle de match (1-6, 7-5, 63-7, 6-4, 8-6). Il participe de nouveau à un quart de finale contre la France en 2003 où il perd cette fois-ci une rencontre face à Sébastien Grosjean. En 14 sélections, il aura remporté cinq matchs pour neuf défaites.
En 2002, il est le dernier joueur avoir battu Pete Sampras en Grand Chelem lors du tournoi de Wimbledon (6-3, 6-2, 4-6, 3-6, 6-4). Sampras était alors tête de série n°6 du tournoi, tandis que Bastl était classé 145e mondial. Selon l'Américain, il s'agit de l'un de ses pires souvenirs en carrière.

## Palmarès

### Finale en simple messieurs
| No | Date       | Nom et lieu du tournoi    | Catégorie   | Dotation  | Surface    | Vainqueur      | Score    |  |
| -- | ---------- | ------------------------- | ----------- | --------- | ---------- | -------------- | -------- |  |
| 1  | 13-09-1999 | President's Cup, Tachkent | Int' Series | 475 000 $ | Dur (ext.) | Nicolas Kiefer | 6-4, 6-2 |  |

## Parcours dans les tournois duGrand Chelem

### En simple
| Année | Open d'Australie | Open d'Australie | Internationaux de France | Internationaux de France | Wimbledon       | Wimbledon     | US Open         | US Open       |
| ----- | ---------------- | ---------------- | ------------------------ | ------------------------ | --------------- | ------------- | --------------- | ------------- |
| 1999  | —                | —                | —                        | —                        | —               | —             | 2e tour (1/32)  | Marcelo Ríos  |
| 2000  | 1er tour (1/64)  | W. Ferreira      | 1er tour (1/64)          | Marat Safin              | 1er tour (1/64) | S. Schalken   | 1er tour (1/64) | R. Fromberg   |
| 2001  | 1er tour (1/64)  | G. Cañas         | —                        | —                        | —               | —             | 2e tour (1/32)  | I. Kafelnikov |
| 2002  | —                | —                | —                        | —                        | 3e tour (1/16)  | D. Nalbandian | —               | —             |
| 2003  | —                | —                | —                        | —                        | —               | —             | —               | —             |
| 2004  | —                | —                | —                        | —                        | —               | —             | —               | —             |
| 2005  | —                | —                | —                        | —                        | 1er tour (1/64) | Andy Murray   | 1er tour (1/64) | S. Jenkins    |
| 2006  | —                | —                | —                        | —                        | —               | —             | 1er tour (1/64) | J.C. Ferrero  |

N.B. : à droite du résultat se trouve le nom de l'ultime adversaire.

### En double
| Année | Open d'Australie           | Open d'Australie   | Internationaux de France | Internationaux de France | Wimbledon                 | Wimbledon                 | US Open                  | US Open             |
| ----- | -------------------------- | ------------------ | ------------------------ | ------------------------ | ------------------------- | ------------------------- | ------------------------ | ------------------- |
| 2002  | 1er tour (1/32) C. Haggard | J. Kerr G. Silcock | 2e tour (1/16) A. Portas | M. Bhupathi M. Mirnyi    | 1er tour (1/32) Petr Luxa | S. Humphries A. Olhovskiy | 1/8 de finale R. Federer | W. Black K. Ullyett |

N.B. : le nom du ou de la partenaire se trouve sous le résultat ; le nom des ultimes adversaires se trouve à droite.